# Jochen Lenz
Jochen Lenz (* 12. Juli 1930; † 9. Juli 2021) war ein deutscher Sportwissenschaftler und Hochschullehrer.

## Leben
Lenz studierte an der Deutschen Hochschule für Körperkultur (DHfK) in Leipzig. Er war von 1955 bis 1957 sowie in den Jahren 1967 und 1968 Kanu-Verbandstrainer. Als Trainer des SC DHfK Leipzig betreute er Athleten wie Fritz Lange, Volkmar Fleischer und Jürgen Bremer. Er legte 1966 an der Deutschen Hochschule für Körperkultur seine Doktorarbeit vor, sie trug den Titel „Untersuchungen über den Einfluß einer unterschiedlichen Trainingsbelastung auf die Leistungen im Training und Wettkampf: eine Analyse des Trainings von Weltmeisterschaftskadern im Kanu-Slalom mit Hilfe neuer Methoden zur Objektivierung von Trainings- und Wettkampfleistungen“. Zwischen 1968 und 1970 war Lenz Leiter des Wissenschaftlichen Zentrums des DDR-Kanuverbandes. 1976 schloss er an der DHfK seine Promotion B (Titel seiner Schrift: „Erkenntnisse aus Leistungsstruktur und Leistungsreserven für den Kanu-Rennsport des Deutschen Kanu-Sport-Verbandes der DDR im Olympiajahr 1976“) ab, nachdem er als Mitarbeiter der Hochschule zuvor bereits Forschungsarbeiten zum Thema Kanu-Rennsport durchgeführt hatte. In den Jahren 1972 und 1976 wurde ihm der Nationalpreis für Wissenschaft und Technik verliehen.
Von 1976 bis 1990 leitete Lenz an der DHfK als Professor für Theorie und Methodik des Trainings im Wasserfahrsport den Wissenschaftsbereich Wasserfahrsport/Touristik, er war von 1978 bis 1990 Dekan der Fakultät für Sportmethodik des Wissenschaftlichen Rates und zudem zwischen 1976 und 1986 stellvertretender Vorsitzender des Kanuverbandes der DDR. Er brachte unter anderem Lehrmaterial für den Kanusport heraus und leitete Autorenkollektive, welche 1993 das Buch „Leistungsvoraussetzungen im Nachwuchstraining“ veröffentlichten sowie 1994 das Buch „Leistungs- und Trainingslehre Kanusport“ herausbrachten. Lenz war Mitverfasser des 2007 erschienenen Buches „Deutsche Hochschule für Körperkultur Leipzig 1950–1990 – Entwicklung, Funktion, Arbeitsweise“, zu dem er die Kapitel „Die Arbeit der Fakultät für Sportmethodik“ sowie „Der Wissenschaftsbereich Wasserfahrsport/Touristik“ beitrug. Zahlreiche erfolgreiche Kanu-Trainer wie Jens Kahl, Jürgen Köhler, Reiner Kießler, Rolf Dieter Amend, Jürgen Lickfett, Ralf Zeidler und Ralph Welke wurden von Lenz an der DHfK ausgebildet.
Auf internationaler Ebene war Lenz Mitglied des Rennkomitees des Internationalen Kanuverbandes und nahm an fünf Olympischen Sommerspielen sowie mehr als 30 Weltmeisterschaften teil.